# كارلوس كازاريز
كارلوس كازاريز هو سياسي أرجنتيني، ولد في 13 فبراير 1830 في بوينس آيرس في الأرجنتين، وتوفي في 2 مايو 1883 في Magdalena, Buenos Aires ‏ في الأرجنتين. نشط حزبياً في . وقد انتخب Governor of Buenos Aires Province ‏.